# Mirko Kovač
Mirko Kovač (Nikšić, 1938. december 26. – Rovinj, 2013. augusztus 19.) montenegrói szerb író. A 20. századi szerb és horvát nyelvű irodalom kiemelkedő alakja. A Jugoszlávia széteséséhez vezető délszláv háborúkat támogató nacionalizmust élesen bírálta, ezért mind szerb, mind horvát oldalról sokat támadták.

## Élete
Mirko Kovač 1938. december 26-án Montenegróban született a Nikšić községhez tartozó Petrovićiben. Felnőttként Belgrádban élt és ott dolgozott egészen Slobodan Milošević hatalomra jutásáig. Háborúellenessége miatt szélsőségesek megfenyegették és az akkori szerb rendszer visszavonta a kitüntetéseit. Festőművész feleségével ezért úgy döntöttek, hogy elköltöznek Szerbia és Montenegróból felesége szülőhelyére az Isztriai-félszigeten lévő Rovinjba. Horvátországban a nacionalizmussal szembehelyezkedő Feral Tribun című spliti hetilapban publikált írásaiban egyaránt elítélte a szerb és a horvát túlkapásokat, így mindkét oldalról támadták.
Íróként regényeken és novellákon kívül esszéket is publikált. Kilenc jugoszláv film forgatókönyvét is ő írta, melyek közül kiemelkedik az Árnyak Dubrovnik felett (Okupacija u 26 slika). Műveit német, francia, olasz, angol, svéd, holland, lengyel, magyar és más nyelvekre is lefordították.
Hosszantartó súlyos betegség után hunyt el 2013. augusztus 19-én.

## Magyarul
- Európai költésrothadás; ford. Borbély János; Forum, Újvidék, 1987 (Epikurosz könyvek)
- Bevezetés a másik életbe; ford. Radics Viktória; Magvető, Bp., 1989 (Világkönyvtár)[3]
- Égbéli jegyespár. Elbeszélések; ford. Brasnyó István; Forum, Újvidék, 1990
- Város a tükörben. Családi noktürn; ford. Orcsik Roland; Magvető, Bp., 2009[4]
- Malvina Trifković életrajza; ford. Radics Viktória, előszó Tolnai Ottó; JAK–Osiris, Bp., 2000 (JAK világirodalmi sorozat)[5]
- Nives Koen rózsái. Elbeszélések; ford. Borbély János; Napkút, Bp., 2012[6]

## Díjai
- a szerb Andrić-díj, 1987
- Herder-díj, 1995
- a svéd PEN Tucholsky-díj, 1993
- a szlovén Vilenica-díj, 2003
- a horvát Nazor-díj, 2008
- a montenegrói Njegoš-díj, 2009